# Старая Белица (Курская область)
Старая Белица — село в Конышёвском районе Курской области России. Административный центр Старобелицкого сельсовета.

## География
Село находится на реке Беличка (левый приток Свапы), в 57 км от российско-украинской границы, в 74 км к северо-западу от Курска, в 17,5 км к северо-западу от районного центра — посёлка городского типа Конышёвка.
Климат
Старая Белица, как и весь район, расположена в поясе умеренно континентального климата с тёплым летом и относительно тёплой зимой (Dfb в классификации Кёппена).
| Показатель                                                                      | Янв. | Фев. | Март | Апр. | Май  | Июнь | Июль | Авг. | Сен. | Окт. | Нояб. | Дек. | Год  |
| ------------------------------------------------------------------------------- | ---- | ---- | ---- | ---- | ---- | ---- | ---- | ---- | ---- | ---- | ----- | ---- | ---- |
| Средний суточный максимум, °C                                                   | −4   | −3,1 | 2,8  | 12,9 | 19,2 | 22,5 | 25   | 24,3 | 18   | 10,4 | 3,4   | −1,1 | 10,9 |
| Средняя температура, °C                                                         | −6,1 | −5,6 | −0,8 | 8,1  | 14,6 | 18,2 | 20,7 | 19,7 | 13,9 | 7,2  | 1,2   | −3   | 7,3  |
| Средний суточный минимум, °C                                                    | −8,5 | −8,6 | −4,9 | 2,7  | 9    | 12,9 | 15,7 | 14,7 | 9,7  | 4    | −1    | −5,2 | 3,4  |
| Норма осадков, мм                                                               | 51   | 45   | 47   | 51   | 63   | 70   | 80   | 56   | 59   | 58   | 49    | 50   | 679  |
| Источник: Погода по месяцам c ru.climate-data.org(дата обращения: Октябрь 2021) |      |      |      |      |      |      |      |      |      |      |       |      |      |

Часовой пояс
Село Старая Белица, как и вся Курская область, находится в часовой зоне МСК (московское время). Смещение применяемого времени относительно UTC составляет +3:00.

## История
В селе действовал православный Дмитриевский храм (не сохранился).
В Государственном архиве Курской области хранятся метрические книги Дмитриевской церкви за 1841, 1869, 1873, 1880, 1882, 1885, 1890, 1895, 1901 годы; исповедная роспись за 1847 год.

## Население
| 2002 | 2010 |
| ---- | ---- |
| 569  | ↘348 |

## Инфраструктура
Личное подсобное хозяйство. Средняя общеобразовательная школа. В селе 246 домов.

## Транспорт
Старая Белица находится в 46 км от автодороги федерального значения М3 «Украина» (Москва — Калуга — Брянск — граница с Украиной), в 44 км от автодороги М2 «Крым» (Москва — Тула — Орёл — Курск — Белгород — граница с Украиной), в 21 км от автодороги А142 (Тросна — М-3 «Украина»), в 7,5 км от автодороги регионального значения 38К-038 (Фатеж — Дмитриев), в 13,5 км от автодороги 38К-005 (Конышёвка — Жигаево — 38К-038), в 9 км от автодороги 38К-003 (Дмитриев — Берёза — Меньшиково — Хомутовка), на автодорогах межмуниципального значения: 38Н-146 (38Н-144 — Олешенка с подъездом к с. Наумовка), 38Н-147 (38Н-146 — Старая Белица — Белый Ключ — Гринёвка) и 38Н-148 (38Н-146 — Кусаково-Белица), в 0,3 км от ближайшего ж/д остановочного пункта 536 км (линия Навля — Льгов I).
В 177 км от аэропорта имени В. Г. Шухова (недалеко от Белгорода).